# Initialt objekt
Ett initialt objekt i en kategori {\displaystyle {\mathcal {C}}} är ett objekt {\displaystyle 0} i {\displaystyle {\mathcal {C}}} sådant att det för varje annat objekt {\displaystyle x\in {\mathcal {C}}} finns en unik morfism {\displaystyle 0\rightarrow x}. För ett initialt objekt 0 finns alltså en tillordning av en morfism {\displaystyle \operatorname {from} _{0}(x)} till varje objekt x uppfyllande likheterna
{\displaystyle cod(from_{0}(x))=x}
```
dom(from_0(x)) = 0
```

och för varje morfism f sådant att 
```
dom(f) = 0
```

gäller
```
f = from_0(cod(f))
```

I termer av mängder av morfismer mellan olika objekt kan det initiala objektet karaktäriseras som att för godtyckligt objekt x gäller
```
Mor(0,x) = {from_0(x)}
```

Två initiala objekt i en kategori är unikt isomorfa, ty om {\displaystyle a} och {\displaystyle b} är två initiala objekt finns det enligt definitionen unika morfismer {\displaystyle a\rightarrow b} och {\displaystyle b\rightarrow a}, och dessa är varandras inverser då deras sammansättningar av samma skäl är identitetsmorfismerna hörande till respektive objekt. Det är därför vanligt att tala om "det initiala objektet" i en kategori. 

## Exempel
Många vanliga kategorier har initiala objekt:
- I kategorin av mängder är den tomma mängden initial (vilket motiverar beteckningen {\displaystyle 0} för initiala objekt).
- I kategorin av grupper är gruppen med ett element initial.
- I kategorin av ringar är {\displaystyle \mathbb {Z} } det initiala objektet.
- I kategorin av topologiska rum är det tomma rummet initialt.
- I en ordnad mängd, betraktad som en kategori, är det minsta elementet (om ett sådant finns) initialt.

Andra vanliga kategorier saknar initialt objekt:
- Kategorin av affina schemata har inget initialt objekt.
- Den ordnade mängden av heltal, betraktad som en kategori, har inget initialt objekt (eftersom det inte finns något minsta heltal).

## Dualitet
Varje kategoriskt begrepp har ett dualt begrepp som erhålls genom att kasta om alla morfismer i definitionen. Under denna dualitet motsvaras initiala objekt av terminala objekt. 